# Fonds perdus
Fonds perdus (titre original : Bleeding Edge) est un roman de Thomas Pynchon publié en 2013 aux États-Unis, finaliste pour le National Book Award Fiction.

## Résumé
Le lecteur accompagne le personnage principal, Maxi, femme mariée avec deux enfants, environ quarante ans : appartement, déplacements, rencontres, dialogues, pensées, intuitions, vie de famille, école, bureau, amours, amitiés… avec tous les codes des années 2000-2010 à New-York, dans le milieu du développement du web, et surtout du Web profond.
« Maxine tient une petite agence d’enquête sur les fraudes, baptisée Filés-Piègés » (p. 12). Sa famille a forgé son orientation vers l’investigation dans le domaine de l’escroquerie (p. 102). Pour des clients choisis, cette égérie des Experts Anti-Fraude (p. 133) poursuit des escrocs (p. 118), elle mène des enquêtes, elle monte des dossiers pour qu'ils puissent être présentés avec succès dans un tribunal : « Oh, p'pa ! J’ai peut-être une douzaine d’affaires en cours en même temps, et ça touche de près ou de loin les autorités fédérales – un contrat avec le gouvernement, un règlement bancaire, un hic avec la loi RICO, juste de la paperasse en plus et ensuite ça disparaît jusqu'à ce qu'il y ait autre chose » (p. 101).
Des connaissances, des indicateurs, des lanceurs d'alerte lui communiquent des informations convergentes : quelque chose de terrible est en train de se passer. Tout cela peut sembler des pistes confuses. Et chaque ébauche de recherche confirme l'ampleur du désastre (passé, présent, à venir).
Les repères historiques sont flous, au début : il y a super longtemps, en 98 (p. 99), amis au sens pré-internet du terme (p. 263), faire la fête comme si on était en 1999. Tout s'accélère, autour d'un certain 11 septembre 2001, même si la date n'est pas indiquée : vidéo de menace d'attaque d'un missile sur un avion de ligne, Projet de Conscience Globale (PCG, p. 318), avec leur réseau de trente à quarante générateurs d'événements aléatoires, dont le dérèglement (décohérence quantique) rend vulnérable DeepArcher, théorie du complot, transformation du comportement de divers individus, accélération de recherche de refuge dans le monde virtuel ouvert du nouveau DeepArcher.

## Personnages
La fiction, centrée sur Manhattan 2001, s'organise autour d'une dizaine de personnages, autour desquels gravitent une centaine de personnes nommées, et beaucoup de silhouettes anonymes :
- Maxi, Maxine Tarnow[1], Maxeleh, ex-Loeffler, mère juive de deux garçons, séparée, M’man l’Angoissée, neztective privé (p. 192), Maxi-la-contrariée, admiratrice de Jaime Sommers (Super Jaimie), un solide modèle de Maman Juive (p. 139), avatar Sandwichgrrl, adepte du rolodex,
  - Horst Loeffler, le blues de l’ex-mari, qui s'occupe à nouveau, un peu plus, de leurs deux garçons, et de leur mère :
    - Zig, Ziggy, élève à l'école Otto Kugelblitz (en hommage à l'analyste freudien),
    - Otis (souvent avec Fiona), élève à la même école
    - Dr Bruce Winterslow, directeur de l’école,
    - Emma Levin, prof d’arts martiaux (krav-maga de Ziggy,
      - Naftali Perlman, copain, ancien du Mossad,

  - Daytona Lorrain, employée de Maxi, seul personnage noir (à part quelques chauffeurs de taxi),
  - Elaine et Ernie, parents de Maxi, opéraphiles, anciens activistes, se souvenant des Dix d'Hollywood, visités récemment par les policiers fédéraux,
  - Brooke, sœur absente de Maxi, et qui réapparaît avec
    - Avram (Avi) (p. 99), possible agent dormant du Mossad, recruté en Israël par Gabriel Ice, sous surveillance,
- Vyrva McElmo, amie de Maxi, adepte de DeepArcher,
  - Justin, son conjoint, concepteur et adepte de DeepArcher,
  - Fiona, leur fille, amie d’Otis,
  - Lucas, associé de Justin, concepteur et adepte de DeepArcher,
- Marvin le Kozmonaute (p. 107), livreur à vélo pour geeks décalés : nourriture, glace, clé usb, cassette vidéo, dvd,
- Reg Despard, ex-cinépirate, vidéaste compulsif, documentariste, jeunot, éléncé et pétillant, dont l'appartement est vite cambriolé, puis bousillé (p. 139), après quoi il se décide à partir pour Seattle, puis disparaît, tout en faisant parvenir une petite vidéo sur dvd à Maxi,
- Éric (Jeffrey) Outfield,  samouraï informatique, übergeek, alphageek, qui initie Maxi au Web Profond (p. 226),
  - avatar Promoman, lors de la visite de Long Island, Montauk, camp d’entraînement, maison, souterrain, et préadolescent (enlevé vers 1960, se promenant ou promené dans le temps),
- Shawn, émothérapeute de Maxi, et son analyste lacanien Leopoldo (p. 230),
- Heidi Czornak, amie d’enfance de Maxi, Heidi-la-coincée,
  - Evan Struvel, son ancien fiancé,
  - Carmine Nozzoli, agent, (p. 201), facilitateur,
- March Kelleher, ancienne connaissance et voisine de Maxi, mère de
  - Tallis, MBA, contrôleuse de gestion, un peu dépassée, avec laquelle les ponts sont coupés, au moins depuis qu'elle est mariée avec
  - Ice, Gabriel Ice, Gabe, pour qui March a une infinie défiance, mon propre gendre reptilien,
    - Kennedy, élève, blond, bouclé, un apprenti briseur de cœur (p. 129), et sa baby-sitter Ofelia,

  - Sidney, ancien ami, et passeur de methcathinone, speed de baignoire,
  - publie dans son weblog tout ce qui peut nuire aux entreprises de Gabe et Tallis,
  - March plisse les yeux en fixant la nourriture sur sa fourchette et l’on peut presque voir ses rouages de vieille gauchiste passer en double débrayage et commencer à turbiner.(p. 118)
- Gabriel Ice, Gabe, le vieux Gabe, entrepreneur (hashshlingrz...), tête de nœud, pionnier, clustergeek, wunderkind, magnat du numérique, prêteur-requin, IceMan...
  - J’ai un diplôme, deux milliards, et pas toi (p. 167),
  - rachète des entreprises : celle de Félix et Lester,
  - la retraite estivale mal acquise de Gabriel Ice avec un mystérieux corridor, un enfant (p. 184),
  - le responsable du Projet Montauk : à votre avis ça me coûterait combien pour qu’elle accepte de nous lâcher la grappe (p. 133) ?, et conseille la prudence à Maxi,
  - époux de Tallis Kelleher, mère de Kennedy,
    - Chazz Larday (p. 204), le petit ami, dans la fibre optique,
- Driscoll Padgett, conceptrice freelance de pages web, développeuse (p. 49),
- Rocky, Rockwell Slagiatt,
  - organise la soirée karaoké avec Cornelia et son associé Spud Loiterman & Letitia (p. 144), au cours de laquelle il présente
  - Cornelia, qui impose une journée shopping (p. 257),
- Lester Traipse, ancien web-designer chez hwga…, associé de Félix,
  - siphonné siphonneur, qui double Ice, et va en subir les conséquences,
  - trop bon connaisseur de Vip, peut-être implique dans l'incendie de sa maison,
  - retrouvé mort dans une cabine de la piscine Deseret, peut-être suicidé (p. 188),
- Félix Boïngueux, de Montréal, qui renseigne Maxi sur les mesures anti-phantomware (Vaporware), très ambigu,
  - poursuit Maxi,
- Nicholas Windust (p. 100), agent fédéral, des Affaires Spéciales, suit puis aborde Maxi, puis a une relation sexuelle consentie (p. 244),
  - la met sur la piste Promis, lui remet un dossier, porteur (lui ou son dossier du parfum poison 9:30
  - Xiomara, épouse sud-américaine, disparue, (p. 110),
  - Dotty, son épouse (p. 244),
- Igor Dashkov (p. 255), introduit par Rocky (p. 135), ancien agent russe du Spetsnaz russe (groupes spéciaux d’intervention),
  - elle a pas un micro caché, j’espère. — Je présente une micro-intolérance. À la place je retiens tout par cœur, et ensuite au moment du débriefing je peux balancer la totale mot pour mot aux autorités fédérales. Ou à ceux qui vous font si peur (p. 134),
  - Misha et Grisha, ses deux jeunes accompagnateurs, voyous à carrure, adeptes de jeux de console, et de DeepArcher, (Dzhef letton, govno),
- Axel Quigley, de John Street, et ses lanceurs d’alertes, pour Maxi,
- Randy (p. 177), client de bar sur Long Island, rondouillard, guide de Maxi à Pontauk, puis licencié par Ice, et interdit de circuler (p. 259),
- Vip, Phipps Vip Epperdew, informateur de Maxi, potentiel zappeur fiscal (en) (facilitateur d'évasion fiscale),
- Bruno et Shae (et Willy), trio amoureux, dont la maison (qui ferait de l'ombre au Fuckingham Palace de Ice) a été incendiée (p. 179),
- Conkling Speedwell, Nez professionnel freelance (p. 190) (luminol, indole...), et dont le naser, laser olfactif (p. 197) détermine un parfum, une eau de cologne 9 :30, Club de Washington DC (p. 220), sur la scène du crime de Lester Traipse, (parfum 4711),
- Chandler Platt, et Darren,
- Duvayne Z, Dizzy Cubbits, Oncle Dizzy, Diz...

## Économie, informatique, finance
La société de consommation est une belle vitrine. L'arrière-boutique financière passe désormais par internet.

Certain vocabulaire informatique est présent :
- geek, nerd, fondus d’informatique, entreprenerds (p. 74),
- code source, serveur Quake,
- avatar, cybermonde,
- spammer,
- Phantomware
- Chaîne de Markov
- Furby, puce à reconnaissance vocale (p. 83),
- langage Perl (1987),
- logiciel DeepArcher, réputé intraçable, sans porte dérobée, avant de passer en open source,
- logiciel Promis, avec porte(s) dérobée(s), éventuelles puces israéliennes, relayées par satellite Ofeq,
- Galerie Marchande de Mélanie (GMM),
- Craquer tous les cryptages (p. 84),
- DESPAIR (Disgruntled Employee Simulation Program for Audit Information and Review, p. 89), et divers acronymes, réels ou inventés,
- clause de confidentialité,
- Noindex, nofollow, éviter les web crawlers...
- Inslaw (en), technologie de traitement de données à usage gouvernemental...
- Napster.

Certain vocabulaire financier est aussi présent :
- Wall Street, pyramide de Ponzi,
- Loi de Benford, algorithme de Luhn, chaîne de Markov,
- capital initial, business angel, capital-risque (VC), day traders, private equities, put, délit d'initiés, évasion fiscale,
- transfert d'argent, le pipeline de fric qui va de hashslingrz jusqu'aux Émirats (p. 321),
- Madoff Securities,Bernie Madoff, Retirez vos dépôts,
- Securities and Exchange Commission (SEC),
- hawala (p. 82), système de paiement informel, Wahhabi Transreligious Friendship (WHF)
- entreprise point com, entreprise à seul bénéfice via internet,
- Analyse quantitative (économie), les quants,
- Ingénieur financier, les ingé-fi,

Les entreprises citées sont peu nombreuses :
- Société hwgaahwgh, dont le site est doté d'un graphisme web chouette et cool, société commerciale virtuelle, complètement factice (p. 51), (Hey, We've Got Awesome And Hip Web Graphix, Here),
- Société hashslingrz, avec de faux WC (p. 138), spécialisée en paiements dissimulés,
- Logiciel DeepArcher : Justin, Lucas, Vyrva,
- Société Darklinear Solutions (p. 141), société de courtage en fibres optiques, œuvrant pour la customisation de réseaux privés,
- Société Tworkeffx.com (p. 276),
- magasin Ikea (p. 279)... et de nombreux autres noms d'enseignes commerciales.

## Société
L'essentiel de l'histoire se déroule dans le quartier d'Upper West Side, le Yupper West Side, entre yuppies.
Les enfants sont à peu près assurés d'aller au Collegiate, le lycée polytechnique de la future élite (p. 128).
On se réfère au leet (p. 84) (Leet speak).
Parfois, on va aux Hamptons, à Montauk, ou en croisière AMBOPEDIA (AMerican BOrderline PErsonality DIsorder Association).
On regarde les chaînes câblées, dont ARCH (Afro-American Romance Channel) (p. 132).
On apprécie les séries, dont Friends, avec Jennifer Aniston, dont on imite la coiffure, ou Les Razmoket.
On discute de films, anciens et récents, de musique (opéra, rap, pop, black métal, etc), de danse, de peinture contemporaine (surtout chez Tallis).
On fréquente des petits cafés et restaurants, des gargotes, le plus souvent.
On se rend dans les galeries marchandes, chercher les enseignes, revendiquer marques.
On apprécie le luxe : vêtements, chaussures (dont Louboutin, Edward Green, etc), coupes de cheveux sophistiquées, montres (Rolex Cellini en or blanc), sac à main (Coach, de Monica Lewinski) (p. 202), parfums (parfum Officina de Santa Maria Novella, formule 1611 Officina profumo-farmaceutica di Santa Maria Novella (p. 191), Channel 13 (p. 261), lunettes monture d’écaille Oliver Peoples...
On apprécie telle marque de glace, tel parfum. Ainsi, Marvin, dans une livraison conjointe (p. 130) : il sort deux boîtes d’un litre de glace Chocolat Beurre de Cacahuète Pâte à Cookie, ce qui motive le dialogue Ils ont arrêté la production en 97 — Ça, c’est la version officielle, Mah-xine. Mais là on parle de désir.
Les enfants jouent aux jeux d’arcade, ou sur des consoles de jeux portables, collectionnent des cartes Pokémon.
Et Maxi se déplace parfois avec un Tomcat dans son sac (pistolet Berretta).
Les secrets d'État, les armes et les services secrets sont présents :
- Clé USB avec dossier papier Windust, dont TANGO,
- cassette vidéo montrant un usage de missile Stinger et de fusil d’assaut AR-15 visant un Boeing, filmé depuis le Deseret, ce qui correspond aux rushs du Projet Hashshlingrz de Reg (p. 309),
- Mossad,
- Vircator...

L'École Civile des Hackers de Moscou continue à fournir des diplômés, dont Misha et Grisha (p. 248). Le sigle FSB (Service fédéral de sécurité de la fédération de Russie) est indiqué une fois.
La drogue est présente : haschish, seringues, methcathinone, speed de baignoire, et alcools divers, et somnifères hypnotiques (Ambien, chapitre 31).
Une courte scène se déroule dans une zone différente de New-York, Toxic-land, qui correspond à la décharge de Fresh Kills, qui suscite la convoitise des promoteurs, comme DeepArcher celle des développeurs (p. 160). Deux autres scènes, l'une filmée, l'autre "vécue", présentent une image divergente des Hamptons, côté défavorisés  (p. 168).
L'enquête assistée sur Windust rappelle sa présence au Guatemala en 1982, avec le coup d'état, autour du général Efraín Ríos Montt (1926-2018), et de l'Armée de guérilla des pauvres (Guatemala), ce qui motive un court développement sur la présence active des Américains dans cette zone d'Amérique latine p. 163).
Après les attentats du 11 septembre 2001 (p. 296), malgré tout, la consommation peut et doit reprendre, avec Halloween (p. 341), et Thanksgiving (p. 353). Le Marathon de New York est très couru : Le jour du marathon de NYC, semaine sept de l'ère de la post-atrocité, l'épouvantable jour propage encore ce qu'on pourrait appeler une atmosphère patriotique (p. 350).

## Écriture
La lecture du premier quart du texte est plus difficile que la suite, le temps que les personnages soient installés, et que l'écriture se stabilise, entre les pensées du personnage principal et les dialogues avec les personnes rencontrées.
Le texte use d'abréviations (orales), d'acronymes (AMBOPEDIA), de formules correspondant sans doute au monde culturel américain ou new-yorkais (Yentas With Attitude), de majuscules (Anguille Sous Roche), de quelques inventions (bavardathon (p. 295), et parfois de graphies imitatives (Typhphani, Djennyphrr, Feente-aaaahhh-asthme (fantasme) (p. 172).
Le texte, du moins dans sa traduction française, est constellé de mots (rarement d'expressions) d'origine yiddish (et/ou hébraïque) de New-York : 
- rugelach, fress,  tsimes, latkes, knish, deli, pastrami,
- krav-maga, sayanim, plotz, kaplotz,
- shviger (133), seder, schmattes, bar-mitzvah...

Un des personnages souhaite s'intéresser à la gématrie, sorte de numérologie hébraïque (p. 150).
La Chutzpah, au sens de culot, impertinence, véhémence taquine (62), attention intempestive (p. 66), est un des traits de caractère de Maxi.
Le style général du texte est conforme à l'opinion de Maxi : La soirée, pour Maxine, vire staccato, en brefs micro-épisodes séparés par des vibrations d’oubli (p. 153).
Pour le personnage principal, le narrateur, et donc le lecteur, Il semble se passer quelque chose, mais personne ne lui dit quoi (p. 198).

## Réception
Au contraire de la critique américaine, la recension francophone est restreinte,,.